# روس ستوري
روس ستوري هو سياسي أسترالي، ولد في 16 يناير 1920، وتوفي في 9 مايو 1991. نشط حزبياً في تحالف الليبرالية والريفي (1974 – 1974). وقد انتخب Minister of Forests ‏ (17 أبريل 1968 – 2 يونيو 1970) وانتخب وزير الزراعة ‏ (17 أبريل 1968 – 2 يونيو 1970) وانتخب عضو المجلس التشريعي لجنوب أستراليا ‏ عن دائرة Midland ‏ وقد انضم خلال فترته النيابية (26 فبراير 1955 – 11 يوليو 1975) للكتلة البرلمانية تحالف الليبرالية والريفي.